# Sant Miquel de Miralcamp
Sant Miquel de Miralcamp és una església amb elements renaixentistes del municipi de Miralcamp (Pla d'Urgell) inclosa en l'Inventari del Patrimoni Arquitectònic de Catalunya.

## Descripció
L'església presideix el nucli antic de la població. És un edifici d'origen gòtic, refet al segle xviii aprofitant els carreus de l'antic castell; la façana és severa, amb una porta rectangular ornada amb dues columnes, un timpà triangular al qual s'accedeix per una escalinata, i un ull de bou com a única obertura, i acabada en un petit campanar d'espadanya; la volta fou refeta al segle xx. Probablement està ubicada on era l'antiga església romànica.
Aquesta església data d'una època en què la construcció d'esglésies al país és nul·la. Hi ha un element constructiu molt singular, que és el cap de la façana amb un passadís balustrat que va del campanar a la garita d'observació. Resulta un conjunt pròxim a l'estilística plateresca.
L'església és d'una sola nau amb capelles adossades. Planta de creu llatina seguint una modulació que es repeteix tres vegades en la llargada de la nau. L'interior gaudeix d'un espai que l'ofereix com un lloc únic, trencat per petites capelles laterals situades en els contraforts. Tres d'aquestes són gòtiques, una barroca i una altra -on es troba la pica baptismal- que no escau en la distribució espacial del conjunt. L'església acaba amb un absis poligonal precedit pel transsepte enmig del qual s'aixeca un cimbori vuitavat. La façana és de gran austeritat. Les proporcions, la decoració i la disposició dels detalls de la portada li donen un aire molt clàssic que no desllueix la resta de la façana. En la part central un "oculus" calat serveix de lligam entre la part inferior i la superior on es troba el campanar a la dreta que comunica, mitjançant un passadis balustrat amb la torre de l'esquerra. Posteriorment l'església s'amplià, s'aixecaren les naus laterals i es reconstruí amb volta de creueria i tercelets. Així mateix s'allargà la nau central amb la creació del transsepte, el cimbori i l'àbsis. La manca de pedra en tota la zona obligà a transportar-la amb ferrocarril des de la pedrera del Talladell a Mollerussa.
Els retaules existents foren destruïts durant la Guerra Civil. Als anys 60 es posaren els actuals fets al taller Borràs de Lleida.
La porta d'ingrés a l'església té l'emmarcament de la portada compost per dues columnes adossades estriades i sustentades per una base rectangular amb blasons esculpits; els capitells corintis de les columnes suporten la cornisa, la qual està constituïda per un fris continu esculpit, centrat per la faç de Crist, a banda y banda de la qual i d'una forma simètrica afrontada, apareixen dos animals fantàstics (semblants a dracs amb corn). La part superior la compon un frontó amb l'interior esculpit amb forma de petxina; el marc del frontó està decorat en el seu vèrtex per un Sagrat Cor (fórmula iconogràfica del barroc), envoltat tot per una decoració centrada, i en ressegueix el perímetre una línia de dentellons.
La façana és de gran austeritat. En la part inferior es troba la portada rectangular allindanada i coronada per un frontó. A dues bandes exempta, el fust treballat dels dos tipus diferents d'ornamentació acanalada, la columna descansa sobre un plint rectangular on s'han esculpit medallons. Rematada per un capitell amb fulles d'acant i volutes la uneix amb el frontó un suport decorat amb caps d'angelots. Sota el frontó, tot un seguit d'ornaments vegetals, òvuls, fletxes i dos animals alats amb acabaments vegetals -que entroncaria amb una tradició medieval- emmarquen el cap de Jesucrist.
L'arc d'ingrés a la capella de la Mare de Déu del Roser està situat a la part esquerra de l'església en direcció a l'altar. L'estructura arquitectònica de la porta suggereix una intenció de monumentalitat, ja que dibuixa un arc de triomf. A la llinda hi ha inscrita una llegenda no identificable, donada la deficient infraestructura elèctrica de l'església. El frontó de remat està format per línies còncaves, que a la meitat es cargolen en formes de volutes i, seguint la corba convexa, emmarquen una figura masculina amb aurèola radiada. Damunt de la clau se situa un escut heràldic esculpit.
La capella lateral de l'església situada entre contraforts és d'estil barroc, a diferència de les altres existents que són gòtiques.

## Història
Se sap que la primera construcció de l'església va estar feta en època gòtica. Els retaules existents foren destruïts durant la Guerra Civil, i que als anys seixanta foren posats els actuals, que sortiren del taller Borràs de Lleida.
Suposadament la porta substitueix una altra, ja que sota d'aquesta es dibuixa una arcada gòtica.
S'opina que aquesta capella lateral de treball acurat possiblement substituí una altra de gòtica, que hauria estat enderrocada.